# James McPherson Russell
James McPherson Russell (* 10. November 1786 in York, Pennsylvania; † 14. November 1870 in Bedford, Pennsylvania) war ein US-amerikanischer Politiker. Zwischen 1841 und 1843 vertrat er den Bundesstaat Pennsylvania im US-Repräsentantenhaus.

## Werdegang
Noch in seiner Jugend zog James Russell mit seinen Eltern auf eine Farm nahe Gettysburg. Später besuchte er die Classical Academy of James Ross in Chambersburg. Nach einem anschließenden Jurastudium und seiner 1808 erfolgten Zulassung als Rechtsanwalt begann er in Bedford in diesem Beruf zu arbeiten. Zwischen 1818 und 1819 war er dort auch Bürgermeister. Später wurde er Mitglied der in den 1830er Jahren gegründeten Whig Party. Im Jahr 1837 war er Mitglied eines Verfassungskonvents seines Staates.
Nach dem Tod des Abgeordneten Henry Black wurde Russell bei der fälligen Nachwahl als dessen Nachfolger in das US-Repräsentantenhaus in Washington, D.C. gewählt, wo er am 21. Dezember 1841 sein neues Mandat antrat. Da er im Jahr 1842 auf eine weitere Kandidatur verzichtete, konnte er bis zum 3. März 1843 nur die laufende Legislaturperiode im Kongress beenden. Diese Zeit war von den Spannungen zwischen Präsident John Tyler und den Whigs belastet. Außerdem wurde damals bereits über eine mögliche Annexion der seit 1836 von Mexiko unabhängigen Republik Texas diskutiert.
Nach dem Ende seiner Zeit im US-Repräsentantenhaus praktizierte James Russell wieder als Anwalt. Außerdem war er Kurator der Bedford Academy und Sekretär der Chambersburg & Bedford Turnpike Co. Er starb am 14. November 1870 in Bedford, wo er auch beigesetzt wurde. Sein Sohn Samuel (1816–1891) wurde ebenfalls Kongressabgeordneter.